# Луций Папирий Мазон
Луций Папирий Мазон (на латински: Lucius Papirius Maso) e римски политик от старата патрицианска фамилия Папирии, клон Мазони. Вероятно е син на децемвира Гай Папирий Мазон и роднина на Гай Папирий Мазон (консул 231 пр.н.е.).
Той е претор urbanus през 176 пр.н.е. и решава, че децата, родени през 13-ия месец на бремеността, имат също право на наследствена част.